# パブリックドメインソフトウェア
パブリックドメインソフトウェア (public-domain software, PDS) とは、著作権を放棄した状態（パブリックドメイン）で配布されるソフトウェアのことである。
主にネットワークで流通するソフトウェアで使われる。著作者によりその著作権が放棄されているがゆえに、利用者は著作権による制限なしにソフトウェアを利用することができる。ソースコードの入手が可能な場合は、それを元に改変した上で、改変後のものを頒布することも可能である。
アメリカ合衆国著作権法においては、著作権者の権利としては原則として著作財産権 (狭義の著作権) のみが保護の対象になっているのに対し、日本の著作権法の下では、財産権としての著作権のほか人格権としての著作者人格権が保障されており、後者は放棄することができないとされている。そして、米国法のもとでは著作者人格権に相当する権利は moral right としてコモン・ロー上保護の対象になっていることに理解が及ばない者が多かったためか、ソフトウェアの開発などに関わる者の間では、米国法の下におけるのと異なり、日本法の下では厳密な意味でのPDSは存在し得ないと誤解されることが多かった。そのような誤解は別にしても、著作者人格権との関係から、「将来にわたって著作権（及び著作者人格権）を主張しないことを宣言する」などと明記することによって、事実上の PDSとして扱われることを志向して頒布されるものもあった。
また、1990年以前のパソコン通信上などでは、無料で利用できるソフトウェア（フリーウェア）との混乱があった。これは、現在でいう自由ソフトウェアを指す用語として適切なものがなかったことなどの理由によるものであった。また、単純に著作権を放棄しているか否かとは無関係に、著作者が無許諾で利用して差し支えない旨宣言しているに過ぎないものをパブリックドメインと称する誤解もなお存在している。

## パブリックドメインとすることを表明するソフトウェアライセンス
自らの作品について、パブリックドメインあるいは同等の条件のもとでの利用を認める内容のソフトウェアライセンスなどが存在する。
- Creative Commons 0 (CC0)[1]
  - これを製作した非営利団体クリエイティブ・コモンズは、CC-0について（ライセンスではなく）ツールという言葉を用いている。
- Unlicense
- WTFPL
- NYSL （煮るなり焼くなり好きにしろライセンス）

なお、パブリックドメインソフトウェアではなく、あくまで著作権を放棄しない状態で配布する場合は、作者が策定した独自のライセンスを宣言したり、GPLやBSDライセンスといった、広く知られている自由ソフトウェアライセンス・オープンソースライセンスなどに分類されるソフトウェアライセンスを利用することが多い。